# Sack-Schamel-Gleichung
Die Sack-Schamel-Gleichung (nach Christian Sack und Hans Schamel) ist eine partielle Differentialgleichung zweiter Ordnung in Raum und Zeit. Sie ist in Lagrange-Koordinaten formuliert und beschreibt physikalisch die nichtlineare Entwicklung einer kalten Ionenflüssigkeit in einem Zweikomponentenplasma unter dem Einfluss eines selbstorganisierten elektrischen Feldes. Da die Dynamik auf der Ionenzeitskala stattfindet, können Elektronen im Gleichgewicht behandelt und beispielsweise durch eine isotherme Boltzmann-Verteilung für die Dichte beschrieben werden. Ergänzt durch geeignete Randbedingungen beschreibt sie das gesamte Spektrum möglicher Ereignisse, zu denen die Ionenflüssigkeit sowohl global als auch lokal in Raum und Zeit fähig ist. Eine der spektakulärsten Anwendungen ist die 1-D-Expansion eines z. B. durch Laser-Materie-Wechselwirkung erzeugten Plasmas in ein Vakuum. Das zunächst auf einen Halbraum beschränkte Plasma breitet sich aus und erleidet in der Ionendichte einen Kollaps lokal in Raum und Zeit (Stachel in der Ionenfront), der durch die Sack-Schamel-Gleichung exakt beschrieben werden kann.

## Die Gleichung
Die Sack-Schamel-Gleichung ist in ihrer einfachsten Form, nämlich für isotherme Elektronen, gegeben durch
{\displaystyle {\ddot {V}}+\partial _{\eta }\left[{\frac {1}{1-{\ddot {V}}}}\partial _{\eta }\left({\frac {1-{\ddot {V}}}{V}}\right)\right]=0,\qquad }
{\displaystyle V(\eta ,t)} ist darin das spezifische Volumen der Ionenflüssigkeit, {\displaystyle \eta } die lagrangesche Massenvariable und {\displaystyle t} die Zeit (siehe folgenden Text).

## Ableitung und erste Anwendung
Die Dynamik eines Zweikomponentenplasmas, bestehend aus isothermen Boltzmann-Elektronen und einer kalten Ionenflüssigkeit, wird durch die Ionen-Kontinuitäts- und Impulsgleichungen bestimmt,
{\displaystyle \partial _{t}n+\partial _{x}(nv)=0} und {\displaystyle \partial _{t}v+v\partial _{x}v=-\partial _{x}\phi }
Beide sind dabei durch das selbstorganisierte elektrische Feld gekoppelt {\displaystyle E(x,t)=-\partial _{x}\phi (x,t)}, welches die Poisson-Gleichung erfüllt, {\displaystyle \partial _{x}^{2}\phi =e^{\phi }-n}. Ergänzt durch geeignete Anfangs- und Randbedingungen stellen sie einen selbstkonsistenten, intrinsisch geschlossenen Satz von Gleichungen dar, die den laminaren Ionenfluss in seinem vollständigen Spektrum an Erscheinungsformen auf der Ionenzeitskala darstellen.

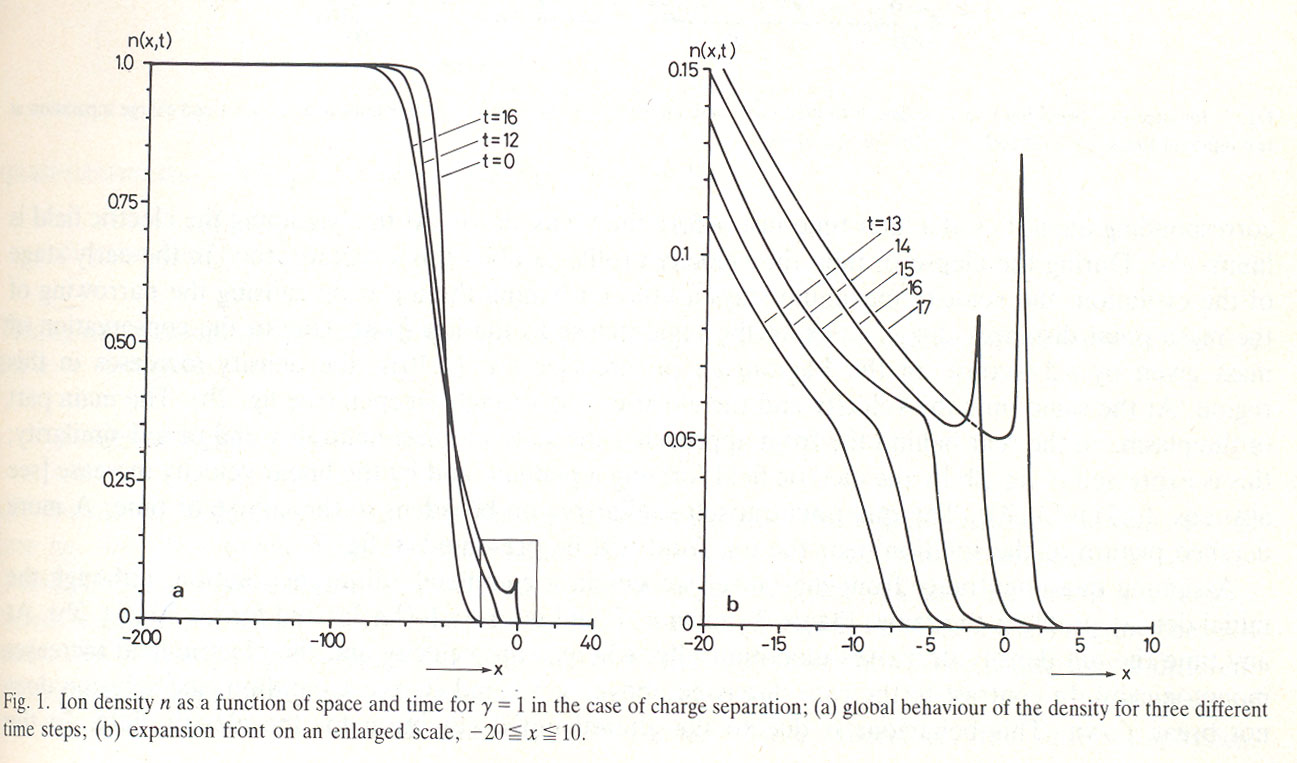
Abb. 1a Plasmaexpansion ins Vakuum, Abb. 1b Ein kleiner Ausschnitt der Dichtefront.

Die Abbildungen 1a, 1b zeigen die Expansion eines Plasmas, das anfänglich in einem Halbraum eingeschlossen ist und bei {\displaystyle t=0} freigesetzt wird. Abbildung 1a zeigt die Ionendichte im x-Raum für verschiedene diskrete Zeiten, Abbildung 1b einen kleinen Ausschnitt der Dichtefront.
Am bemerkenswertesten ist das Auftreten einer stacheligen Ionenfront, die mit dem Zusammenbruch der Dichte zu einem bestimmten Zeitpunkt in der Raumzeit verbunden ist {\displaystyle (x_{*},t_{*})}. Hier wird {\displaystyle V:=1/n} Null. Dieses Ereignis ist als „Wellenbrechen“ bekannt in Analogie zu einem ähnlichen Phänomen bei Wasserwellen. Die brechen sich, wenn sie sich einem seichten Strand nähern.
Dieses Ergebnis wurde durch ein numerisches Lagrange-Schema erhalten, bei dem die Euler-Koordinaten {\displaystyle (x,t)} durch Lagrange-Koordinaten ersetzt wurden {\displaystyle (\eta ,\tau )}, und durch sogenannte offene Randbedingungen, die durch Differentialgleichungen erster Ordnung formuliert sind, vervollständigt wurde.
Diese Transformation wird von {\displaystyle \eta =\eta (x,t)}, {\displaystyle \tau =t} geleistet, wo
{\displaystyle \eta (x,t)=\int _{0}^{x}n({\tilde {x}},t)d{\tilde {x}}}
die Lagrange-Massenvariable ist. Die inverse Transformation ist durch {\displaystyle x=x(\eta ,\tau ),t=\tau } gegeben und es gilt die Identität: {\displaystyle x(\eta (x,t),\tau )=x}. Mit dieser Identität kommen wir durch eine x-Ableitung zu {\displaystyle \partial _{x}\eta \partial _{\eta }x=1} oder {\displaystyle \partial _{\eta }x={\frac {1}{\partial _{x}\eta }}={\frac {1}{n}}=V}. Im zweiten Schritt wurde die Definition der Massenvariablen verwendet, die entlang der Bahn eines Fluidelements konstant ist: {\displaystyle (\partial _{t}+v\partial _{x})\eta (x,t)=0}. Dies folgt aus der Definition von {\displaystyle \eta }, aus der Kontinuitätsgleichung und aus dem Ersetzen von {\displaystyle n} durch {\displaystyle \partial _{x}\eta }. Daher gilt {\displaystyle \partial _{\tau }x(\eta ,\tau )=:{\dot {x}}(\eta ,\tau )=v(\eta ,\tau )}. Die Geschwindigkeit eines Fluidelements stimmt daher mit der lokalen Fluidgeschwindigkeit überein.
Es folgt sofort:
{\displaystyle {\ddot {V}}=\partial _{\eta }{\ddot {x}}=\partial _{\eta }{\dot {v}}=\partial _{\eta }E=-\partial _{\eta }\left({\frac {1}{V}}\partial _{\eta }\phi \right)}
wobei die Impulsgleichung verwendet wurde sowie {\displaystyle \partial _{x}\phi ={\frac {1}{V}}\partial _{\eta }\phi }, was sich aus der Definition von {\displaystyle \eta } und von {\displaystyle \partial _{x}\eta =n={\frac {1}{V}}} ergibt.
Das Ersetzen von {\displaystyle \partial _{x}} durch {\displaystyle {\frac {1}{V}}\partial _{\eta }} ergibt aus der Poisson-Gleichung:
{\displaystyle \partial _{\eta }\left({\frac {1}{V}}\partial _{\eta }\phi \right)=Ve^{\phi }-1=-{\ddot {V}}}.
Daher gilt
{\displaystyle \phi =\ln \left({\frac {1-{\ddot {V}}}{V}}\right)}.
Zum Schluss ersetzen wir {\displaystyle \phi } durch {\displaystyle {\ddot {V}}} erhalten die gewünschte Gleichung:
{\displaystyle {\ddot {V}}+\partial _{\eta }\left[{\frac {1}{1-{\ddot {V}}}}\partial _{\eta }\left({\frac {1-{\ddot {V}}}{V}}\right)\right]=0}.
Hier ist {\displaystyle V} eine Funktion von {\displaystyle (\eta ,\tau )}: {\displaystyle V(\eta ,\tau )} und der Einfachheit halber können wir {\displaystyle \tau } durch {\displaystyle t} ersetzen. Weitere Details zu diesem Übergang der Koordinatensysteme finden sich in.
Beachtenswert ist das implizite Auftreten von {\displaystyle {\ddot {V}}}. Physikalisch repräsentiert {\displaystyle V} das spezifische Volumen, das äquivalent zur Jacobi-Größe {\displaystyle J} der Transformation ist, da gilt
{\displaystyle dx={\frac {dx}{d\eta }}d\eta =Vd\eta =Jd\eta }.

## Wellenbrechungs-Lösung
Eine analytische, globale Lösung der Sack-Schamel-Gleichung ist im Allgemeinen nicht verfügbar. Gleiches gilt für das Plasmaexpansionsproblem. Dies bedeutet, dass die Daten {\displaystyle (x_{*},t_{*})} des Zusammenbruchs nicht vorhergesagt werden können, sondern der numerischen Lösung entnommen werden müssen. Dennoch ist es möglich, lokal räumlich und zeitlich, eine Lösung für die Gleichung zu erhalten. Dies wird ausführlich in Abschnitt 6 „Theorie der Bündelung und der Wellenbrechung in der Ionendynamik“ von dargestellt. Die Lösung lautet:
{\displaystyle V(\eta ,t)=at\left[1+{\frac {t}{2a}}-b\eta +c(\eta ^{2}-\Omega ^{2}t^{2})+d(\eta -\Omega t)^{2}(\eta +2\Omega t)+\dots \right]}
wo {\displaystyle a}, {\displaystyle b}, {\displaystyle c}, {\displaystyle d}, {\displaystyle \Omega } Konstanten sind und {\displaystyle (\eta ,t)} für {\displaystyle (\eta _{*}-\eta ,t_{*}-t)} stehen. Der Kollaps ist also bei {\displaystyle (\eta ,t)=(0,0)}. {\displaystyle V(\eta ,t)} ist V-förmig in {\displaystyle \eta } und ihr Minimum bewegt sich linear mit {\displaystyle \eta =\Omega t} in Richtung Nullpunkt (siehe Abb. 7 von). Dies bedeutet, dass die Dichte n bei {\displaystyle (\eta _{*},t_{*})} divergiert, wenn wir zu den ursprünglichen Lagrange-Variablen zurückkehren.
Es ist leicht zu erkennen, dass die Steigung der Geschwindigkeit {\displaystyle \partial _{x}v={\frac {1}{V}}\partial _{\eta }v} divergiert, da {\displaystyle V\rightarrow 0}. In der letzten Kollapsphase geht die Sack-Schamel-Gleichung in die quasi-neutrale skalare Wellengleichung über: {\displaystyle {\ddot {V}}+\partial _{\eta }^{2}{\frac {1}{V}}=0} und die Ionendynamik folgt Eulers einfacher Wellengleichung: {\displaystyle \partial _{t}v+v\partial _{x}v=0} .

## Verallgemeinerung
Eine Verallgemeinerung ergibt sich durch unterschiedliche Zustandsgleichungen für die Elektronen. Unter der Annahme einer polytropen Zustandsgleichung, {\displaystyle p_{e}\sim n_{e}^{\gamma }} und {\displaystyle p_{e}\sim n_{e}T_{e}} ergibt sich: {\displaystyle T_{e}n_{e}^{1-\gamma }} = konstant, wo {\displaystyle \gamma =1} sich auf isotherme Elektronen bezieht (siehe erneut Abschnitt 6 von):
{\displaystyle {\ddot {V}}+\partial _{\eta }\left[{\frac {\gamma }{V}}\left({\frac {1-{\ddot {V}}}{V}}\right)^{\gamma -2}\partial _{\eta }\left({\frac {1-{\ddot {V}}}{V}}\right)\right]=0}, {\displaystyle \qquad 1\leq \gamma \leq 2}
Die Begrenzung von {\displaystyle \gamma } ergibt sich aus der Forderung, dass im Unendlichen die Elektronendichte verschwinden soll (bei der Expansion ins Vakuum). Weitere Einzelheiten siehe Abschnitt 2: „Das Plasmaexpansionsmodell“ von oder genauer gesagt Abschnitt 2.2: „Einschränkungen der Elektronendynamik“.
Eine weitere Vertiefung, insbesondere in der Laser-Plasma-Wechselwirkung sowie im asymptotischen Verhalten des Ionenstrahls, finden sich in,,.

## Anwendung (2. Teil)
Eine direkte Anwendung ergeben molekular-dynamische Simulationen der Expansion eines Plasmas, in denen anfangs Ionendichtehügel als Relikt dieses Wellenbrechungsprozesses auftreten, die später, bedingt durch Dissipation, in eine scharfe, supersonische  Ionenfront übergehen. Der Sack-Schamelsche Wellenbrechungsmechanismus als Ursache der scharfen Ionenfront  findet Anerkennung in Arbeiten wie .